# Carl Adlerwald

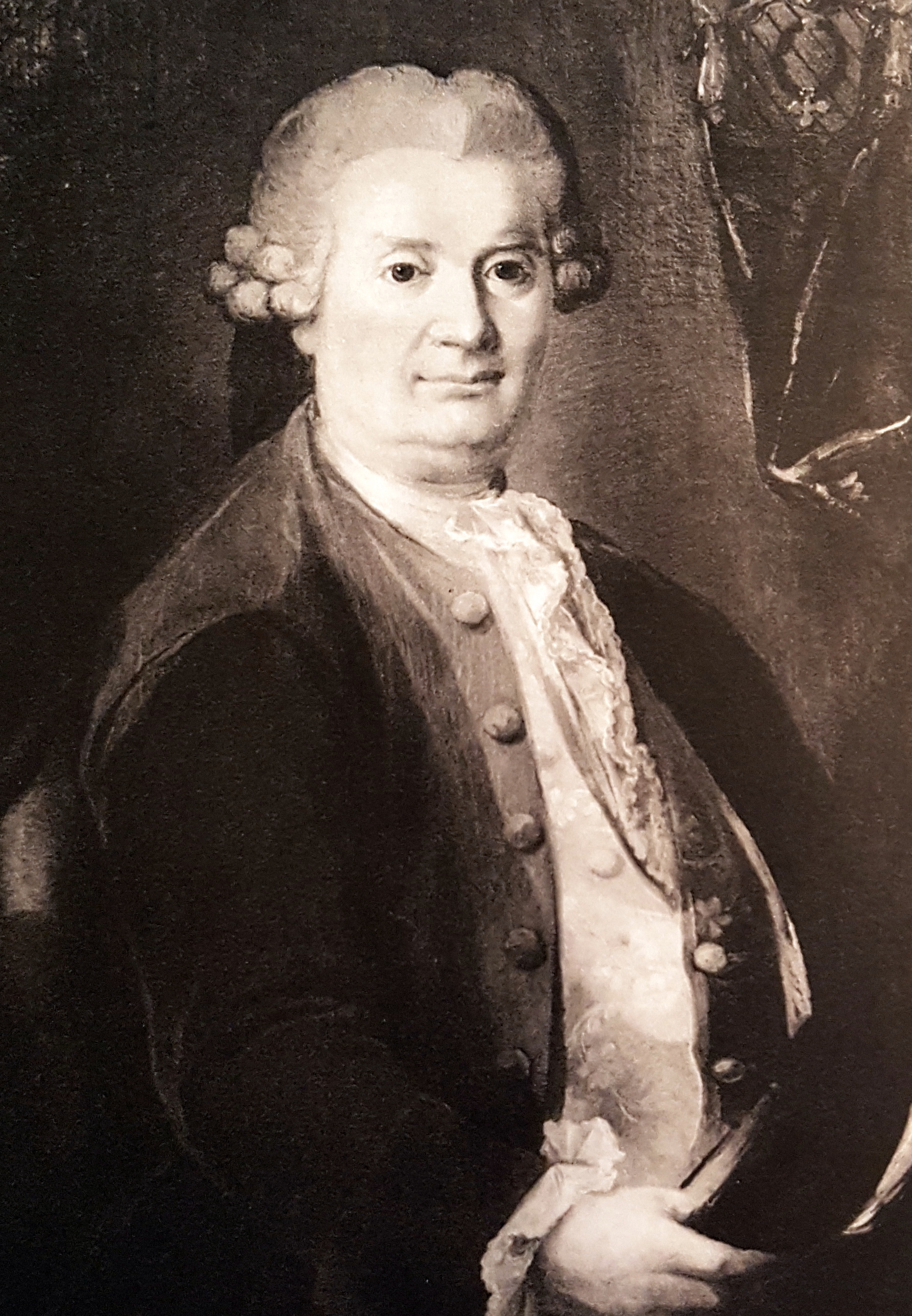
Carl Adlerwald, målad av A. J. Cellberg.

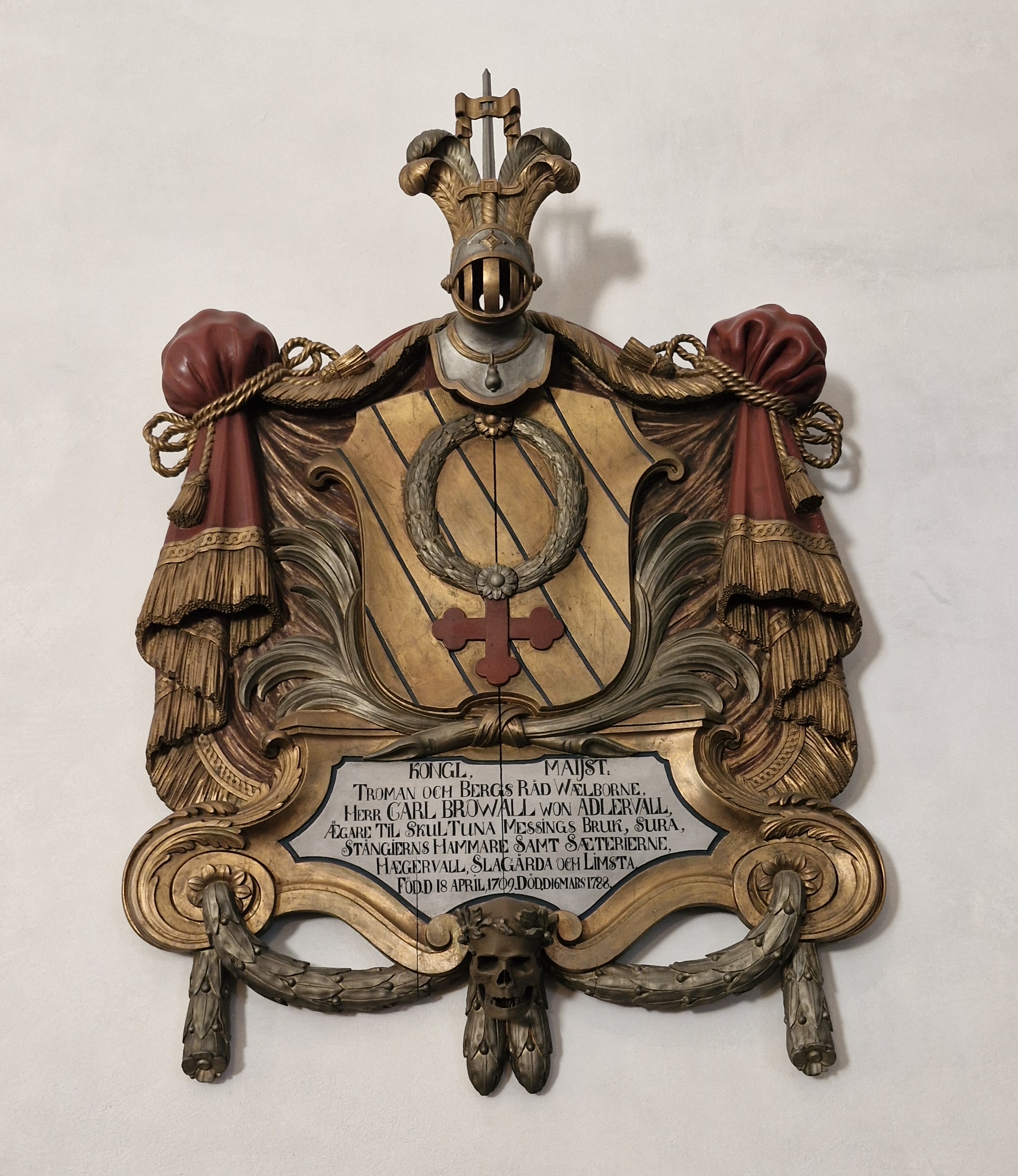
Skylt över Carl Browall Won Adlervall i Skultuna kyrka.

Carl Jakobsson Adlerwald (före 1770 Browall), född 18 april 1709 i Nyköping, död 16 mars 1788 på Slagåla i Lillhärads socken, var en svensk ämbetsman och brukspatron.
Carl Browall var son till landssekreteraren i Södermanlands län Jacob Browall. Han hade nyligen börjat skolan då Nyköping 1719 brändes av ryssarna och all undervisning i staden upphörde. Carl Browall sändes därför till sin farbror Pehr Browallius som var prost i Köping för att fortsätta sin skolgång där. 1726 blev han extraordinarie landskanslist i Nyköpings och 1733 ordinarie. Då karriärmöjligheterna var dåliga i Nyköping flyttade han 1738 till Stockholm där han blev vice notarie i accisrätten. 1739 blev Browall extraordinarie kanslist vid fortifikationskontoret och 1740 sekreterare. Samtidigt var han även protokollförare i Riksens Ständers Instructions Deputation. Från 1741 vikarierade han som sin faders efterträdare som landssekreterare i Nyköping men fick inte befattningen som hans efterträdare och återvände samma år till Stockholm där han blev materialskrivare vid karantänsbyggnaden på Rotholmen. Han bytte på hösten samma år tjänsten mot en som aktuarie och registrator i Kungliga Utredningskommissionen där han skötte utrustning och proviantering för flottan och armén. Browall torde ha slutat sitt liv som en lägre tjänsteman om han inte lyckats träffa Susanna Mattiesen, dotter till brukspatronen Petter Mattiessen på Skultuna. Hennes föräldrar och särskilt modern motsatte sig ett äktenskap men 1748 blev Susanna Mattiesen gravid och de blev tvungna att godta ett äktenskap för att undvika skandal. Petter Mattiesen avled redan några månader efter giftermålet men hann skänka bort sina hus i Stockholm på Regeringsgatan 96 och 97 till sina båda döttrar innan han dog. Carl Browall som var i behov av pengar sålde dock redan året därpå huset till sin morbror, Johan Westerling. Carl Browalls mor var faster till Susanna Westerling, så han var kusin med sin svärmor. 
Carl Adlerwald hade fortsatta ekonomiska problem med att leva som hans stånd krävde, lönen som sekreterare i jaktkommissionen var 1 200 daler kopparmynt om året, men hans bostad i Stockholm kostade bara den 650 daler silvermynt. 1756 upphörde hans arbete men han fick behålla hela sin lön som "expektanslön" tills han hittat annat arbete. Att bo i Stockholm blev dock i längden för dyrt och 1754 skrev han kontrakt om att arrendera huvudbyggnaden på en gård i Lockelsbo, Tierps socken. Han skötte dock inte själv jordbruket, av hans självdeklaration framgår att han brukade täckvagn, peruk, puder och snus. 
Paret försökte hålla en god relation med Susannas mor, besökte ofta Skultuna och lät även begrava ett av sina barn där, men Carl Adlerwalds relation med svärmodern försämrades i takt med hans fordringar på att hon skulle hjälpa till att bidra till familjens försörjning eller i annat fall betala ut Susanna Mattiesens hemgift. Susannas Mattiesens äldre syster avled 1754 utan att lämna några barn efter sig och Susanna Mattiesen var därmed enda arvtagaren efter Susanna Westerling. 1764 gick arrendet på Lockelsbo ut, och Browall flyttade då till Vallby gård i Säterbo socken. 1765 avled Susanna Westerling och det visade sig då att hon testamenterat iväg all lös egendom till andra och att allt som fanns kvar var själva fideikommisset Skultuna. Browall hade tidigare lånat mycket pengar med det kommande arvet som säkerhet. Så fort han blivit ägare till Skultuna satte han omedelbart igång med omfattande renoveringar av bruksbyggnaderna. På det hela taget verkar Browall haft begränsade kunskaper i ekonomi, trots sina erfarenheter inom administrationen. Han gjorde även stora förluster på försöken till myntrealisation 1767. Browall var dock social och hjälpsam mot sina vänner och hade utvecklat ett rikt kontaktnät. En av hans vänner var Sven Rinman som kom att hjälpa Browall mycket med att förbättra produktionen vid Skultuna. En annan nära vän var Anders Schönberg den yngre som han hjälpte med stora lån. Både Schönberg och Adlerwald var övertygade hattar. Då Gustaf Fredrik von Rosen tvingades avgå, hans ekonomi var då mycket dålig, och erbjöds så en mindre pension av mösspartiet, de politiska motståndarna. Carl Browall gav då Gustaf Fredrik von Rosen erbjudande om att bosätta sig på Slagårda herrgård som låg under Skultuna, och då han avböjde i stället skickade honom en gåva på 6.000 daler. Gesten spelade troligen en viktig roll i att Browall sedan hattarna återfått makten 1770 adlades (han tog introduktion först 1773) under namnet Adlerwald (själv skrev han sig Carl Browall von Adlerwald). Samma år erhöll han även bergsråds titel. Adlerwald fortsatte att spendera pengar och 1773 tvingades han av att inteckna Skultuna bruk under 10 års tid till "Plomgrens enka & co." för sina skulder till handelshuset. Efter periodens slut skulle Skultuna överlämnas till äldste sonen, Carl Jacob Adlerwald som då var myndig. Adlerwald med familj fick behålla corps de logiet på Skultuna med trädgård. Han kom dock även att få tillgång till Hägervallens trädgård och badhuset i Fåfängbacken. 1780 förstördes Skultuna bruk inklusive herrgården av en brand, och Carl Adlerwald tvingades flytta till Slagårda. Efter att hustrun avlidit 1772 kom Carl Adlerwald att inhämta sina söners förmyndares, Carl Sparre och borgmästare Jonas Robeck samtycke. Äldsta sonen blev myndig 1779 och därefter kom Adlerwald att huvudsakligen hålla sig borta från brukets ekonomi.